# MBSニュースレーダー
MBSニュースレーダー（エムビーエスニュースレーダー ）は、大阪・MBSラジオ（毎日放送）で毎週月～金曜日の夜間に放送されていた報道・情報・教養番組。放送期間は2008年3月31日～2009年10月2日で、かつて放送されていたANN系列局の全国ニュース『ANNニュースレーダー』や、青森放送（RAB）の『RABニュースレーダー』とは関係がない。

## 概要
MBSラジオ報道部では、2005年4月から、平日早朝に生放送番組『はやみみラジオ!水野晶子です』を制作してきた。しかし、同局による放送枠見直しの一環として、2008年春の改編で終了。報道部制作枠を平日の夜間に移動させる形で、当番組の放送を始めた。
当番組では、放送日に起こった国内外の動きや近畿地方の天気概況を伝えたほか、出演者や記者が注目するテーマを分かりやすく解説する「特集」を日替わりで放送。 放送中には、リスナーからのメッセージも随時受付・紹介していた。ただし、構成は月～木曜日と金曜日で大きく異なる。
月～木曜日は、オープニング→ニュースコーナー→特集→スポーツコーナー→「お天気のお知らせ」→エンディングの順に放送。リスナーは、「携帯電話アンケート　きょうの2択」（後述）やメール・FAXによるメッセージを通じて、番組に参加できるようになっていた。また、放送時間の変動が少ない月曜日には、ニュースコーナーにのみ週替わりでコメンテーターを迎えた。
金曜日は、『はやみみラジオ』のコーナーから、近藤勝重出演の「近藤流川柳道場」や「しあわせの雑学」を継承。『MBSニュースレーダー 金曜は水野です』というタイトルで、オープニング→ニュース→「どないなっとるねん」（放送週のニュースをテーマにした水野晶子と近藤のフリートーク）→「近藤流川柳道場」→「しあわせの雑学」→ニュース→「お天気のお知らせ」→エンディングの順に放送していた。なお、スポーツ関連を含めたニュースは、亀井希生が報道スタジオからストレートニュース形式で伝えた。
プロ野球シーズン中に『MBSタイガースナイター』で中継を放送する日（主に火～金曜日）には、中継のエンディングからステブレレスで接続。中継が延長する場合には、放送時間の繰り下げで対応した。
2009年10月5日からは、当番組の出演者・企画をほぼ引き継ぐ形で、同じ曜日・時間帯に『RadioNews たねまきジャーナル』を放送。水野が木曜日以外の全曜日に出演するほか、月～木曜日にも時事川柳を募集・紹介する。

## 放送時間
- 月曜日～金曜日　21:00 - 22:00（定時放送の場合）

『MBSタイガースナイター』が延長した場合には、放送時間を繰り下げるため、プロ野球シーズン中の番組紹介では「ナイター終了後の1時間」と伝えられていた。
- - 2008年9月8日の放送では、前枠番組『MBSマンデースペシャル』が30分の特別番組（南海放送制作）だったため、放送開始時間のみ20:45に繰り上げ。本来の開始時間である21:00までの15分間には、スズムシなど秋の話題を取り上げていた。
  - 2009年7月10日には、MBSタイガースナイターの中継時間が2時間20分延長した影響で、23:20 - 翌0:00に放送。後枠番組の放送に配慮する形で、初めて放送時間が短縮された。

## 出演者

### パーソナリティ
- 加藤康裕(MBSアナウンサー、月～木曜)
- 水野晶子(同上、金曜、「お天気のお知らせ」も担当)

### パートナー
- 野村朋未（フリーアナウンサー、月～木曜、ニュースリーダーや「お天気のお知らせ」・スポーツコーナーも担当）[5]

### ニュースリーダー
- 亀井希生（MBSアナウンサー、金曜、報道スタジオからの出演）

### コーナー出演
- 山中真（MBSアナウンサー、水曜、「5分でわかる経済」担当）

### コメンテーター
- ラジオ報道部に所属するニュースデスク・記者（日替わりで出演、月～木曜）
- 近藤勝重（毎日新聞専門編集委員、金曜、原則として東京支社スタジオから出演、「近藤流川柳道場」では師範に扮していた）

週替わりコメンテーター（月曜日を中心に不定期で出演）
- 朴一（大阪市立大学教授）
- 南利幸（気象予報士）
- いちのせかつみ（ファイナンシャルプランナー）
- 宮本勝浩（関西大学教授）
- 浜矩子（同志社大学教授）
- 安部誠治（関西大学副学長）
- 大津留智恵子（関西大学教授）
- 上村敏之（関西学院大学教授）

## 主な企画・コーナー
☆：『はやみみラジオ』から継承

### 月～木曜日
「携帯電話アンケート　きょうの2択」
- 携帯電話によるアンケートで、2009年10月1日の放送まで実施。放送日に起こったニュースをテーマに、当番組の携帯サイトを通じて、二者択一形式でリスナーの賛否や意見を聞く。放送日の夕方からアンケートを受け付ける場合と、ニュースコーナーの最後に加藤がテーマを発表する場合があった。
- アンケートの結果については、加藤がエンディングで選択の比率（％）を発表。その後で、アンケートに参加したリスナーからのメッセージを、野村と交互に紹介した。

「スポーツコーナー」
- 進行役は野村。プロ野球シーズン中は、プロ野球速報を中心に放送。阪神タイガースが公式戦で勝利を収めていた場合には、MBSタイガースナイターの実況音源を再生することがあった。[6] また、シーズンオフには、阪神を中心にしたスポーツの話題を伝えた。

### 金曜日
「近藤流川柳道場」☆
- リスナーが作った辛口気味の時事川柳を紹介しながら、放送週のニュースを振り返る。『はやみみラジオ』からの人気企画で、当番組の末期には、リスナーから週に300句ほどの川柳が届いていた。[7]
- 師範役の近藤が、川柳のテーマになったニュースに鋭く突っ込むところが特徴であった。[8] また、毎回の放送で「今週の川柳大賞」、毎月最終週の放送で「今月の川柳大賞」を選出。いずれの川柳も、『月刊川柳マガジン』に掲載されるようになっていた。
- 水野は当コーナー以外にも、オープニング・エンディングや「どないなっとるねん」の中で、リスナーから届いた時事川柳を必ず数首紹介していた。

### 特集
放送終了時点
月曜「ワールドトピックス」
- 海外で活動する日本人と電話をつなぎながら、現地の話題を紹介した。

火曜「くらしの羅針盤」
- ラジオ報道部の記者が週替わりで出演。関係先への取材報告を交えながら、日常生活に潜む危険やトラブルの対処法を解説した。

水曜「5分でわかる経済」☆
- 経済をめぐる最近の話題を山中が取材。スタジオで報告した。

木曜「カルチャー&スポーツ」
- 週末に予定されている各種のイベント情報を紹介。野村が取材することもあった。

過去
火曜「元気KANSAI」
- 番組の初期に放送。ラジオ報道部の大谷邦郎部長（当時）が、関西地方の話題から、元気の出そうなエピソードを取り上げていた。

木・金曜「ラジオで会いましょう」
- 2009年2月上旬-3月中旬に、同年の民放ラジオ101社統一キャンペーン「ラジオがやって来る!」と連動する形で放送。木曜日には、ラジオにまつわるリスナーの思い出話やエピソードを紹介。金曜日には、水野によるリスナー訪問や、「ラジオドキュメンタリーを聴く会」（MBSラジオによる奈良女子大学附属中等教育学校への出前授業）の模様を放送した。